# Capella del Roser (Torrelles de Foix)
La Capella del Roser és una església del municipi de Torrelles de Foix (Alt Penedès) inclosa en l'Inventari del Patrimoni Arquitectònic de Catalunya.

## Descripció
La Capella del Roser està situada a la Plaça de les Moreres, a l'interior del nucli urbà de Torrelles, al costat de l'antiga Casa senyorial dels Peguera. És de planta quadrangular, amb un extrem arrodonit i atalussat a la base, que podria correspondre a una fortificació. La teulada és a dues vessants. L'edifici, construït amb carreus de pedra petits i irregulars, ha sofert diverses modificacions al llarg dels anys.

## Història
La família dels Peguera, senyors de Foix, van tenir casa senyorial a Torrelles de Foix des de la segona meitat del segle xvi, amb la capella dedicada a la Mare de Déu del Roser. Se sap que en aquesta capella hi havia enterraments de la família.